# كوكب أرضي
- عطارد والزهرة
- الأرض والمريخ

الكوكب الأرضي (ويُعرف أيضًا بالكوكب التيلوري أو الكوكب الصخري)، هو كوكب يتكون بشكل أساسي من السيليكات أو الصخور أو المعادن. وفقًا للاتحاد الفلكي الدولي، تشمل الكواكب الأرضية داخل النظام الشمسي الكواكب الداخلية الأقرب إلى الشمس وهي: عطارد والزهرة والأرض والمريخ. أما علماء الفلك الذين يتبنون التعريف الجيوفيزيائي للكواكب، فقد يعتبرون بعض الأقمار ذات الكتلة الكوكبية، مثل قمر الأرض، وآيو، وأحيانًا أوروبا كواكب أرضية أيضًا. وفي بعض الحالات النادرة، قد تُدرج الكويكبات الصخرية الكبيرة مثل بالاس وفيستا ضمن هذه الفئة.
اشتق مصطلحا "الكوكب الأرضي" و"الكوكب التيلوري" من الكلمات اللاتينية للأرض (Terra و Tellus)، حيث تشترك هذه الكواكب مع الأرض في بنيتها الصخرية. يدرس هذه الكواكب عادة الجيولوجيون وعلماء الفلك والجيوفيزيائيون.
تتميز الكواكب الأرضية بسطح صلب، مما يميزها بشكل كبير عن الكواكب الغازية الأكبر حجمًا، والتي تتكون في الغالب من مزيج من الهيدروجين والهيليوم والماء الموجود في حالات فيزيائية مختلفة.

## البنية
تمتلك جميع الكواكب الأرضية في النظام الشمسي نفس البنية الأساسية، مثل النواة المعدنية المركزية (معظمها من الحديد) محاطة بغلاف صخري من السيليكات.
يمتلك الكويكب الصخري الكبير 4 فيستا بنية مماثلة؛ وربما ينطبق الأمر نفسه أيضًا على الكويكب الأصغر 21 لوتيتيا. أما الكويكب الصخري الآخر 2 بالاس فهو بحجم فيستا تقريبًا، لكنه أقل كثافة بشكل ملحوظ؛ ويبدو أنه لم يتمايز أبدًا إلى نواة وغلاف. قمر الأرض وقمر المشتري آيو لهما بنية مماثلة للكواكب الأرضية، لكن قمر الأرض لديه نواة حديدية أصغر بكثير. قمر المشتري الآخر يوروبا له كثافة مماثلة لكنه يحتوي على طبقة جليدية كبيرة على السطح، ولهذا السبب، يُعتبر أحيانًا كوكبًا جليديًا بدلًا من كونه كوكبًا أرضيًا.
يمكن أن تحتوي الكواكب الأرضية على تضاريس سطحية مثل الوديان والفوهات والجبال والبراكين وغيرها، اعتمادًا على وجود سائل تعرية أو نشاط تكتوني أو كليهما في أي وقت.
تتميز الكواكب الأرضية بامتلاكها غلافًا جويًا ثانويًا، يتشكل نتيجة الانبعاثات البركانية أو تراكم المواد الناتجة عن اصطدام المذنبات. وهذا يميزها عن الكواكب العملاقة الخارجية، التي تمتلك غلافًا جويًا أوليًا، تم التقاطه مباشرة من السديم الشمسي البدائي خلال مراحل تكوينها.

## الكواكب الأرضية داخل النظام الشمسي
يحتوي النظام الشمسي على أربعة كواكب أرضية وفقًا للتعريف الديناميكي: عطارد والزهرة والأرض والمريخ. كما يمكن اعتبار قمر الأرض وأقمار المشتري آيو وأوروبا من الكواكب الأرضية من الناحية الجيوفيزيائية، وربما أيضًا الكويكبات الكبيرة مثل بالاس وفيستا (رغم أنها حالات حدية). من بين هذه الأجرام، فقط الأرض تمتلك غلافًا مائيًا سطحيًا نشطًا. يُعتقد أن أوروبا يمتلك غلافًا مائيًا نشطًا تحت طبقة الجليد الخاصة به.

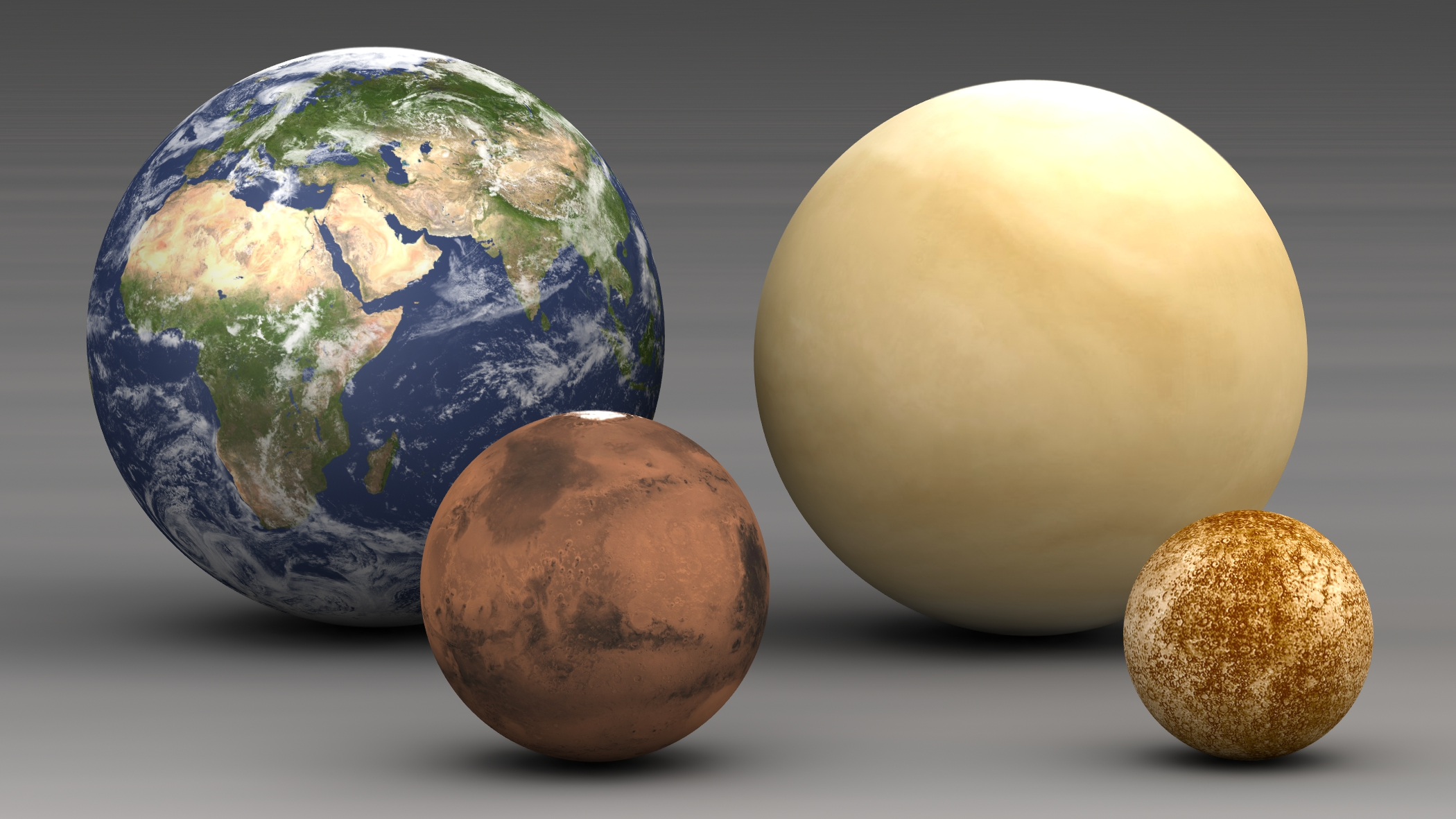
الكواكب الأرضية (بحسب الحجم). من اليسار إلى اليمين: الأرض، المريخ، الزهرة، وعطارد.

خلال تكوّن النظام الشمسي، كان هناك العديد من الكويكبات والكواكب الأولية، لكن معظمها اندمج مع الكواكب الأرضية الأربعة أو قذف بعيدًا، تاركًا فقط بالاس وفيستا ليبقيا سليمين إلى حد ما. من المحتمل أن هذين الجرمين كانا في الماضي كوكبين قزمين، لكنهما تعرضا لتشوهات بسبب الاصطدامات التي أخرجتهما من حالة التوازن الهيدروستاتيكي. بدأت بعض الكواكب الأولية الأخرى في التراكم والتمايز لكنها تعرضت لاصطدامات كارثية تركت فقط نواة معدنية أو صخرية، مثل الكويكب 16 سايكي أو الكويكب 8 فلورا. قد تكون العديد من الكويكبات من النوع S والنوع M شظايا من هذا النوع.
تُعتبر الأجسام الكروية الأخرى من حزام الكويكبات وما بعده كواكب جليدية من الناحية الجيوفيزيائية. وهي تشبه الكواكب الأرضية من حيث امتلاكها سطحًا صلبًا، لكنها تتكون من الجليد والصخور بدلًا من الصخور والمعادن. وتشمل هذه الأجسام الكواكب القزمة، مثل سيريس وبلوتو وإيريس، والتي توجد اليوم فقط في المناطق الواقعة بعد خط الثلج، حيث كان الجليد المائي مستقرًا تحت أشعة الشمس المباشرة في بداية تكوّن النظام الشمسي. كما تشمل أيضًا الأقمار الكروية الأخرى، التي تتكون من الجليد والصخور (مثل جانيميد وكاليستو وتيتان وتريتون) أو حتى من الجليد شبه النقي (بنسبة 99% على الأقل مثل تيثيس وإيابيتوس).
من المعروف أن بعض هذه الأجرام تحتوي على أغلفة مائية تحت السطح (مثل جانيميد وكاليستو وإنسيلادوس وتيتان)، على غرار أوروبا، ومن المحتمل أيضًا أن تحتوي أجرام أخرى على مثل هذه الأغلفة (مثل سيريس وميماس وديون وميراندا وأرييل وتريتون وبلوتو). حتى أن تيتان يحتوي على مسطحات سائلة على سطحه، وإن كانت من الميثان السائل بدلًا من الماء. أما قمر المشتري جانيميد، وعلى الرغم من كونه جليديًا، إلا أنه يحتوي على نواة معدنية مثل القمر وآيو وأوروبا والكواكب الأرضية.
تم اقتراح اسم "العوالم الترانية" (Terran worlds) لتعريف جميع العوالم الصلبة (الأجرام التي تأخذ شكلًا كرويًا)، دون النظر إلى تركيبها. وبالتالي، فإن هذا التعريف يشمل كلًا من الكواكب الأرضية والكواكب الجليدية.